# I liga słowacka w piłce nożnej (2002/2003)
Superliga słowacka w piłce nożnej – sezon 2002/2003

## Tabela końcowa
| #  | Klub                          | M  | Z  | R  | P  | B+ | B- | RB | Pkt | Notes |
| -- | ----------------------------- | -- | -- | -- | -- | -- | -- | -- | --- | ----- |
| 1  | MŠK Žilina                    | 36 | 21 | 7  | 8  | 69 | 31 | 38 | 70  | CLQ   |
| 2  | Artmedia Petržalka            | 36 | 20 | 7  | 9  | 49 | 32 | 17 | 67  | UCQ   |
| 3  | Slovan Bratysława             | 36 | 19 | 6  | 11 | 60 | 42 | 18 | 63  |       |
| 4  | Spartak Trnawa                | 36 | 15 | 11 | 10 | 55 | 47 | 8  | 56  | UI    |
| 5  | SK Matador Púchov             | 36 | 14 | 8  | 14 | 46 | 47 | 1  | 50  | UCQ   |
| 6  | ASK Inter Slovnaft Bratysława | 36 | 12 | 7  | 17 | 48 | 58 | 10 | 43  |       |
| 7  | ZTS Dubnica nad Váhom         | 36 | 12 | 7  | 17 | 41 | 52 | 11 | 43  |       |
| 8  | MFK SCP Ružomberok            | 36 | 12 | 6  | 18 | 45 | 60 | 15 | 42  |       |
| 9  | Laugaricio Trenčín            | 36 | 11 | 5  | 20 | 48 | 69 | 21 | 38  |       |
| 10 | 1. FC Košice                  | 36 | 6  | 12 | 18 | 41 | 64 | 23 | 30  | R     |